# Апалачи
Апалачи (англ. Apalachee) — индейское племя, населявшее Флориду и Луизиану южнее алгонкинских народов и ирокезов, живущих восточнее реки Миссисипи.

## История и культура

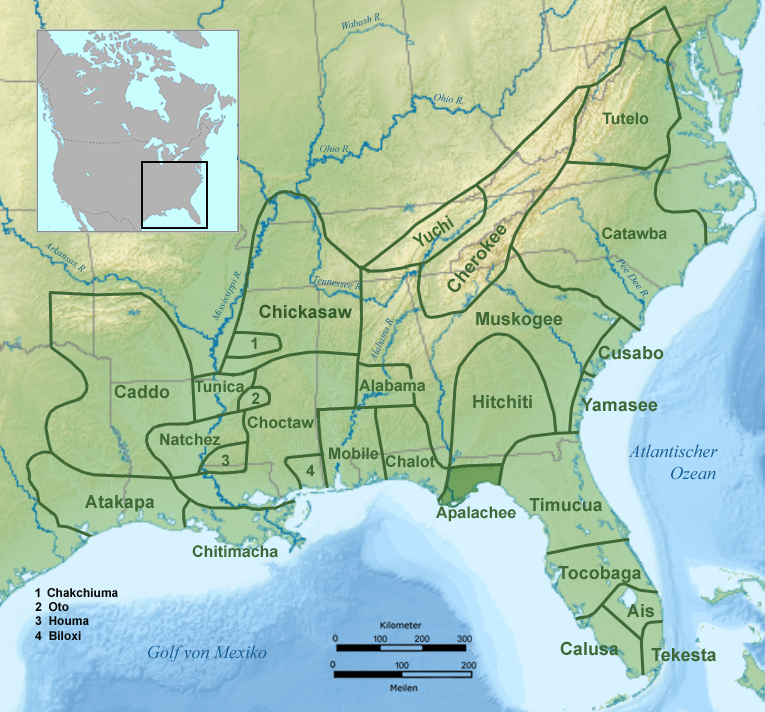
Расселение апалачей на северо-западе Флориды

Они поклонялись солнцу и считали его престолом храбрых. Собственно апалачами звали племя, жившее во Флориде при Аппалачской бухте (заливе Апалачи). Первый контакт европейцев с апалачами состоялся в XVI веке, практически одновременно с открытием реки Миссисипи, когда на них наткнулся отряд Эрнандо де Сото. Апалачи активно сопротивлялись  испанским конкистадорам, но к началу XVII века были покорены. Позднее, в начале XVIII века этот народ был рассеян вторжением англичан, а затем почти полностью ассимилирован другими племенами.

## Современность
В настоящее время немногочисленные апалачи проживают в Соединённых Штатах Америки на территории штата Луизиана.